# Дніпроспецсталь
Приватне акціонерне товариство «Електрометалургійний завод „Дніпроспецсталь“ імені А. М. Кузьміна» (ПрАТ «Дніпроспецсталь») — єдине підприємство в Україні, яке спеціалізується на випуску спецсталей: сортового прокату, сталі, що калібрується, а також підшипникової, безнікелевої, хромонікелевої.
Підприємство виготовляє понад 800 марок сталей і сплавів і понад 1000 різних профілів прокату.
Продукція «Дніпроспецсталі» — прутки з нержавіючої, інструментальної, жароміцної, швидкорізальної, підшипникової сталі, круглі діаметром 2-280 мм, у тому числі зі спеціальною обробкою поверхні, калібровані із шестигранним перерізом, а також великогабаритні поковки з круглим, квадратним і прямокутним перерізом.

## Фінансові показники
Станом на 2011 рік фінансової показники підприємства:
- чистий прибуток — 57,348 млн грн[3].

## Обсяги виробництва
Обсяги виробництва станом на 2018 рік:
- сталь — 246 тис. т[2]
- прокат — 158 тис. т
- прокат з конструкційної легованої сталі — 56 тис. т
- прокат з інструментальної сталі — 17 тис. т[2]
- прокат з нержавіючої сталі — 61 тис. т[2]
- інший прокат — 24 тис. т[2]

## Сьогодення
У 2017 році підприємство «Дніпроспецсталь» виконало вимоги державних стандартів України до технічних параметрів чорнових осей для локомотивів рухомого складу. Таким чином, отримано можливість виробництва нової продукції для залізниць України. «Дніпроспецсталь» розпочала роботу в Китаї через агентів, розподілених за територіальним принципом. Раніше продукція компанії постачалася на китайський ринок під брендом інших компаній.
У 2018 році рівень завантаження сталеплавильних потужностей на «Дніпроспецсталі» склала 26,9 %, відповідно до річного звіту компанії.
У першому півріччі 2019 року «Дніпроспецсталь» знизила виробництво сталі на 15,8 %. Компанія за звітний період працювала з негативною рентабельністю.